# Jordart

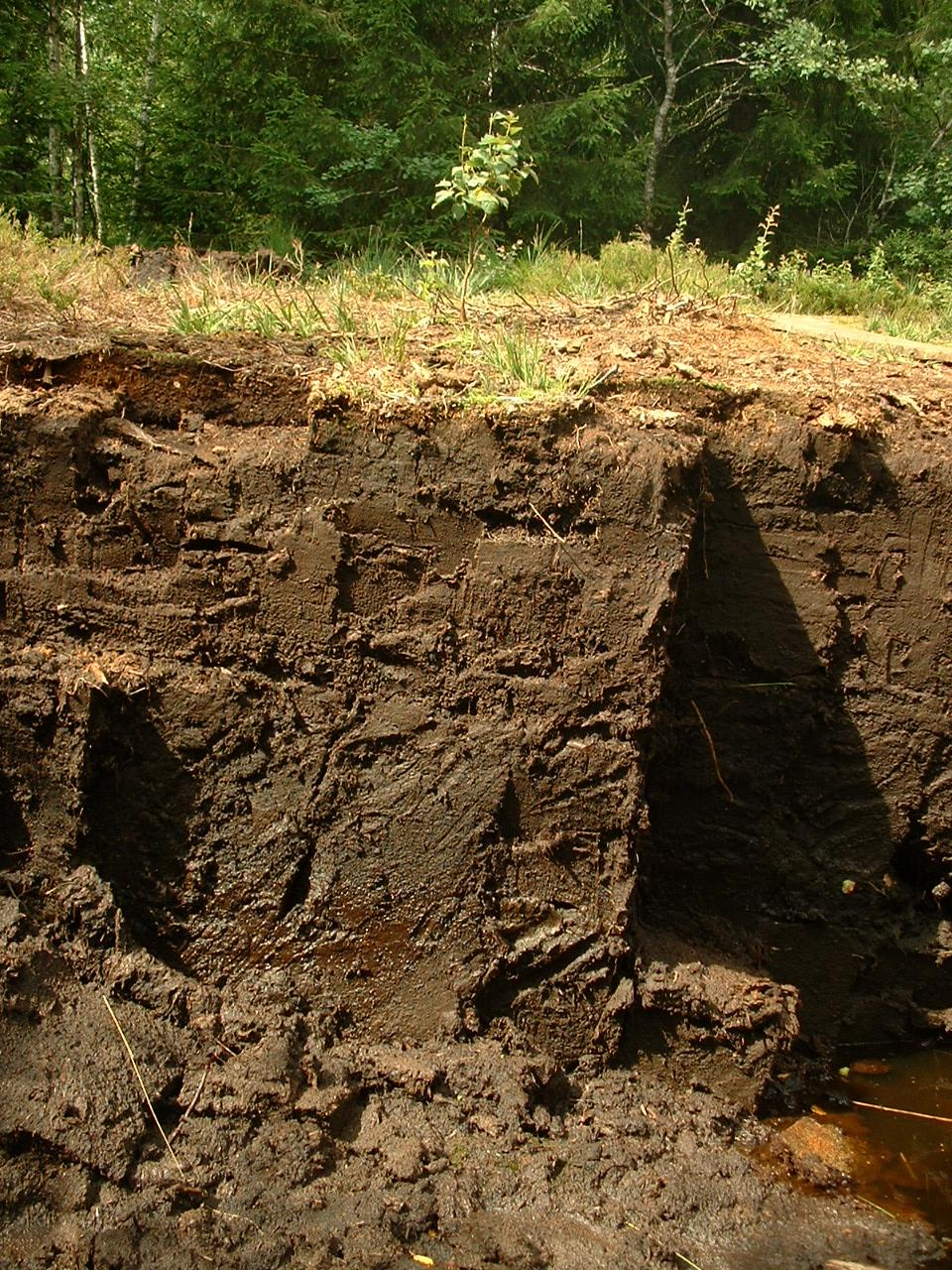
Torv

Jordart är ett begrepp som används när man vill uttrycka jordens innehåll av sönderdelat berg, exempelvis morän, lera, rester av organismer exempelvis torv, dy eller kemiska utfällningar exempelvis kalkgyttja.
Jordarter med stor mängd sönderdelat berg indelas efter kornstorlek i olika klasser.

## Klassificering enligt kornstorlek (kornfraktioner)

### Sverige
Korngruppsskala, kornstorlek enligt SGF 1981 (reviderat 2004)
- block (mer än 200 mm) (600 mm fram till 2004)
- sten (60—200 mm)
- grus (2—60 mm)
  - grovgrus (20—60 mm)
  - mellangrus (6—20 mm)
  - fingrus (2—6 mm)
- sand (0,06—2 mm)
  - grovsand (0,6—2 mm)
  - mellansand (0,2—0,6 mm)
  - finsand (0,06—0,2 mm)
- silt (0,002—0,06 mm)
  - grovsilt (0,02—0,06 mm)
  - mellansilt (0,006—0,02 mm)
  - finsilt (0,002—0,006 mm)
- ler (mindre än 0,002 mm)

I äldre beteckningssystem, tidigare använt vid SGU, gäller följande gränser
- block (mer än 200 mm)
- sten (20—200 mm)
- grus (2—20 mm)
- sand (0,2—2 mm)
- mo (0,02—0,2 mm)
- mjäla (0,002—0,02 mm)
- ler (mindre än 0,002 mm)
- finler (mindre än 0,0002 mm)

### I andra länder används följande system
| namn             | ISSS       | USDA      |
| ---------------- | ---------- | --------- |
| gravel           | >2         | >2        |
| very coarse sand |            | 1-2       |
| coarse sand      | 0,2-2      | 0,5-1     |
| medium sand      |            | 0,25-0,50 |
| fine sand        | 0,02-0,2   | 0,10-0,25 |
| very fine sand   |            | 0,05-0,10 |
| silt             | 0,002-0,02 | 0,02-0,05 |
| clay             | <0,002     | <0,002    |

## Sveriges jordarters historik

### Senaste inlandsisen
Många av Sveriges jordarter har bildats under och efter den senaste istiden Weichsel. Den hade sin början för cirka 115 000 år sedan och hade sin största utbredning för cirka 20 000 år sedan då den täckte Skandinaviska halvön, stora delar av Danmark, Finland. västra Ryssland, Baltikum och norra Tyskland. För 20 000 år sedan började klimatet bli mildare och isen började dra sig tillbaka, till en början med ungefär 50m/år med sedan allt snabbare. För 11 000 år sedan var iskanten i höjd med Uppland och för ca 8500 år sedan var all is bortsmält från Skandinavien. De glaciärer som finns idag i Norge och Sverige är inte en rest av den senaste istiden.

### Isens påverkan
Under isens framryckning ryckte den med sig allt löst material som äldre jordarter, växter och lösa bergarter. Den slipade också urberget genom grus och sten som låg i dess bottenskikt. När isen smälte och drog sig tillbaka norrut lämnades det material den fört med sig. Den jordart som bildades var morän som är en osorterad blandning av fint och grovt material, allt från stora stenblock,  över sten, grus, sand till lerpartiklar. Morän är den vanligaste jordarten och täcker 75% av Sveriges yta.
Isen lämnade också material efter sig som var mer sorterat. Smältvatten från isen skapade isälvar som gick i tunnlar genom isen. I dessa byggdes bottenbäddar av renspolat grus och rundslipade block upp och skapade så småningom rullstensåsar. Det finkorninga material som också följde med isälvarna avsattes i sjöar och hav.
De lösa jordlager som skapades på det här sättet kallas glaciala sediment. De avlagringar som skapats efter inlandsisens avsmältning kallas således postglaciala sediment.

## Exempel på olika jordarter

### Svallsand
Svallsand är en jordart skapad av vågornas svallning. Innehåller partiklar i storlekarna fin-, mellan- och grovsand, samt fingrus.

### Lista över jordarter
- morän
- lera
- sand
- torv
- gyttja
- kiselgur
- dy

## JordenspH-värde
Olika växter trivs i jord med olika pH-värde, därför kan man ofta bedöma jordens pH-värde genom att studera vilka växter som trivs bra i jorden.
- pH 4,0—4,5 Hallon, Gullris, rododendron
- pH 4,5—5,0 Vitsippa, Liljekonvalj, Gulplister, Vårlök, Smultron
- pH 5,0—5,5 Humle, Nattviol, Brännässla, Blåsippa, Daggkåpa
- pH 5,5—6,0 Gullviva, Svalört
- pH 6,0—6,5 Sårläka, Tvåblad